# Животице у Новом Јичину
Животице у Новом Јичину (чеш. Životice u Nového Jičína) је насељено мјесто са административним статусом сеоске општине (чеш. obec) у округу Нови Јичин, у Моравско-Шлеском крају, Чешка Република.

## Становништво
Према подацима о броју становника из 2014. године насеље је имало 620 становника.